# Godere (woreda)
Godere es uno de los 8 woredas o distritos de la Región Gambala en Etiopía. Es el único woreda de la Zona Administrativa 4, por lo cual se le considera un woreda especial. Limita al sur con la Región de los Pueblos del Sur, al oeste con la Zona Administrativa 2 de la Región Gambela, y al norte con la Región Oromia. El único centro urbano del woreda es el pueblo de Meti. 

## Descripción
El terreno en Godere es predominantemente montañoso, a diferencia del resto de la Región Gambala, presenta elevaciones que van desde los 550 msnm hasta los 1.260 metros. Según el Atlas de Economía Rural de Etiopía, publicado por la Agencia Central de Estadística de Etiopía, el 40% del territorio del woreda está cubierto de bosques. El sector oriental del woreda está ocupado por el Parque Nacional Gambela.
La economía de Godere depende predominantemente de la agricultura, sin embargo, no hay presencia de cooperativas agrícolas. No presenta carreteras, ni grandes obras de infraestructura.

## Demografía
De acuerdo con la información entregada en 2005 por la Agencia de Estadística, este woreda posee una población estimada de 43.090 habitantes, de los cuales 23.296 eran hombres y 19.794 mujeres. El 12,6% de su población, correspondiente a 5.441 personas, habitan en la única zona urbana del woreda, el pueblo de Meti.
Posee una superficie de 1.939 kilómetros cuadrados, y una densidad estimada de 22,22 habitantes por kilómetro cuadrado. El grupo étnico predominante en el woreda es la etnia Majangir.